# Уолпол, Хорас
Хо́рас Уо́лпол, 4-й граф О́рфорд (англ. Horace Walpole, 4th Earl of Orford; 1717—1797) — английский писатель

, основатель жанра готического романа, библиофил и коллекционер. Один из инициаторов движения «готического возрождения» в Англии.

## Биография
Младший сын известного премьер-министра, главы партии вигов Роберта Уолпола, Хорас (Гораций) Уолпол родился 24 сентября 1717 года. Как и положено молодому аристократу, он получил достойное классическое образование в колледже в Итоне, затем обучался в Кембриджском университете и совершил большое путешествие по Европе: Франции, Швейцарии, Италии.
Вернувшись, Хорас Уолпол, под влиянием отца, получает место в парламенте, где представляет партию вигов.
В 1747 году молодой Уолпол приобретает на берегу Темзы небольшое имение под названием Строберри-Хилл (англ. Strawberry Hill), которое начинает перестраивать в соответствии с собственным вкусом и желанием. С большими перерывами, до 1770 года продолжается строительство помещичьего дома. В мечтах Уолпола он был «маленьким готическим замком». Там же была организована типография, в которой было отпечатано малым тиражом описание Строберри-Хилл.
Живя уединённо в своём имении, Хорас собрал одну из самых крупных и богатых художественных галерей в Англии.
Приобретение Строберри-Хилл оказалось большой удачей для Уолпола — именно постройки имения навеяли Уолполу создание его «Замка Отранто».
В 1792 году Хорас Уолпол наследует графский титул после смерти племянника, сына старшего брата, а в 1797 году, за несколько месяцев до восьмидесятилетия, умирает в собственном доме в Лондоне.

## Замок Отранто
Литературную деятельность начал в 1758 году опубликованием «Каталога венценосных и благородных авторов» (A Catalogue of the Royal and Noble Authors of England, 2 vls). За этим последовали «Анекдоты из истории живописи в Англии» (Anecdotes of Painting in England, 4 vls, 1762—1771) и, наконец, в 1764 году анонимно был опубликован «Замок Отранто» (The Castle of Otranto), первый «готический» роман, действие которого происходит в эпоху крестовых походов. В этом романе нагромождены всевозможные ужасы: с неба падает шлем, убивающий принца, статуя предка одного из героев неожиданно начинает кровоточить, ему же является видение исполинской руки и т. п. Погружённый в детали мрачных и таинственных описаний, автор проводит в этом произведении идею рокового возмездия, падающего на потомков за грехи и преступления их предков.

## Другие сочинения
В следующем произведении — «Таинственная мать» (The Mysterious Mother, 1768) — Уолпол попытался утвердить жанр ужасов и тайн в драме (пьеса на сцене, однако, поставлена не была). Помимо опубликованного в 1768 году исторического произведения «Сомнения относительно характера жизни и царствования короля Ричарда III» (Historic Doubts on the life and Reign of King Richard the Third), ничего больше при жизни Уолпола опубликовано не было. После его смерти были изданы его весьма интересные и ценные в историко-культурном отношении мемуары (Last ten Years of the reign of George II, 1846) и «Письма».
В 1785 году в шести экземплярах были отпечатаны «Иероглифические сказки», переизданные лишь в XX веке, — сборник коротких историй в традиции английского литературного абсурда, предвосхитивших сюрреализм.

## Хорас Уолпол и «готическое возрождение» в Англии
Хорас Уолпол не только поместил действие своего романа в средневековом замке Отранто, но и пожелал иметь нечто подобное в качестве загородной виллы. В 1746 году он приобрел загородный дом Строберри-Хилл на левом берегу р. Темзы близ городка Твикнем к западу от Лондона. С помощью архитектора Роберта Адама Уолпол перестраивал свой дом в «готический замок». В 1774 году он опубликовал подробное описание замка (позднее несколько раз переизданное). В этом описании Уолпол отмечал намеренное смешение различных форм церковной и жилой архитектуры, деталей декора церковных порталов, средневековых надгробий, часовен, башен, каминов. «Я не собирался, — писал автор, — сделать свой дом столь готическим, чтобы этим исключить удобство и современную утонченную роскошь… Он был построен так, чтобы удовлетворить мой собственный вкус и до некоторой степени воплотить мои собственные фантазии (visions)».
Эти «фантазии» — характерная черта предромантического мышления, они отличают романтические стилизации от научного воссоздания и реконструкции памятников подлинной средневековой готики. «Лендлорды ищут в своих поместьях развалины, — если их нет, то их даже строят. Акварелисты рисуют старые полуобвалившиеся церкви, аббатства и надгробия, а антиквары издают их рисунки. Художники впервые открывают неизвестные ранее красоты таких мест, как Шотландия или Уэльс».
Примеру Уолпола последовали и другие аристократы, в частности, герцог Аргайл, стилизовавший под средневековый замок своё шотландское поместье Инверари; в разработке проекта принимал участие брат Роберта Адама, Джеймс Адам. Замок СтроберриХилл и его иллюстрированное описание послужили образцом для многих последующих неоготических построек в Англии и других странах. В своем замке Уолпол разместил библиотеку, уникальную коллекцию старинного оружия и картин, собранную своим отцом, сэром Робертом Уолполом.
Литературное и архитектурное творчество Хораса Уолпола способствовало интеллектуальному движению, которое получило в Англии название «готического возрождения» (англ. Gothic Revival). В содержательном отношении оно существенно отличается от неоготики как одного из неостилей, воспроизводящего лишь формы средневекового готического искусства. Это движение во второй половине XVIII — начале XIX века вышло за пределы литературной игры и приобрело идеологическое и религиозное значение. Дополнительный импульс движению «готического возрождения» придавала естественная реакция на холодность академического классицизма, остававшегося для Англии в значительной степени «иностранным искусством». Поэтому дань течению «Gothic Revival» отдали наиболее известные архитекторы английского классицизма: К. Рен, Дж. Нэш, Дж. Ванбру.
Многие участники движения выступали за восстановление влияния в Англии католической церкви. В стране англиканской церкви, порвавшей с Ватиканом по воле короля Генриха VIII и английского парламента в 1534 году, движение за возрождение готической архитектуры приобрело значение духовной оппозиции. Одним из стимулов движения за возрождение и укрепление роли католической церкви на Британских островах был страх английской аристократии после несчастий французской революции, а в начале XIX века к этому прибавились и последствия наполеоновских войн. В 1818 году был учреждён Комитет по церковному строительству.

## Значение
- В своих основных литературных произведениях, «Замке Отранто» и «Таинственной матери», Уолпол выступает как один из основателей предромантизма, воспевающий средневековье. Готический роман Уолпола нашёл продолжателей в лице А. Радклиф, У. Бекфорда, Льюиса и др.
- Оксфордский словарь английского языка содержит 233 его неологизма. Многие из них не прижились, однако большинство употребляется и поныне. Например, придумал, стал применять в другом значении, которое в дальнейшем утвердилось или другим способом ввел в английский язык слова: «бульвар» (boulevard), «кафе» (cafe), «карикатура» (caricature), «комфортабельный» (comfortable), «импресарио» (impresario), «малярия» (malaria), «нюанс» (nuance), «сувенир» (souvenir), «хмурый» (somber), серендипность, (serendipity)[10] и др.

## Издания
- Walpole H. Works. — 5 vls. — L., 1798.
- Walpole H. Letters / Ed. by Paget Toynbee. — 16 vls. — L., 1903—1905.
- Уолпол Г. Замок Отранто: Готическая повесть / Пер. с англ. В. Е. Шора // Уолпол Г., Казот Ж., Бекфорд У. Фантастические повести / Изд. подг. В. М. Жирмунский и Н. А. Сигал. — Л.: Наука, 1967. — С. 5-103. — (Литературные памятники).
- Уолпол Х. Иероглифические сказки / Пер. с англ. В. Кондратьева, Е. Ракитиной. — Б. м.: Колонна пабликейшнз, 2005. — 141 с. — ISBN 978-5-98144-072-4